# Свинка (игра)
Свѝнка или бишка е традиционна българска игра. Тя е първообраз на хокея на трева.
При нея едно момче се стреми да вкара най-често камък, може и пънче или топка с тояга в плитко изкопана дупка. За да го затруднят, останалите участници му пречат с тояги, като движението на камъка и момчето, което се стреми да го вкара в трапчето наподобява пашата на свиня. Останалите участници имат пред себе си също малки трапчета, които също пазят, за да не вкара свинарят в някое от тях свинката. Пазенето им става, като долният край на тоягата е поставен в дупката.